# Mickael Mawem
Mickael Mawem, souvent surnommé Micka ou Mika, est un grimpeur français né le 3 août 1990 à Nîmes.

## Biographie
D’origine guyanaise, il est le frère de Bassa Mawem, lui aussi grimpeur. La fratrie est connue sous le pseudonyme des Frères Mawem.
Il a commencé avec la gymnastique puis découvre l'escalade avec son frère à 12 ans et commence à grimper au club Alpi360 à Village-Neuf dans le Haut-Rhin.
Sa discipline de prédilection est le bloc, mais il est polyvalent et se débrouille bien dans les trois épreuves qui composent le combiné.
En 2016, il participe à la première saison de Ninja Warrior : Le Parcours des héros, en compagnie de son frère Bassa  Mawem, lui aussi grimpeur. Il termine septième de la finale.
Le 15 décembre 2017, il remporte le premier épisode de Ultimate Beastmaster. 
Le 19 août 2019, il est le premier grimpeur français à se qualifier pour les Jeux olympiques d'été de 2020 repoussés à l'été 2021.
Il est le porte-drapeau de la délégation française aux Jeux mondiaux de plage de 2019 à Doha.
Le 4 août 2023, il devient champion du monde de bloc aux championnats du monde d'escalade de Berne.

## Palmarès
- 2016 :
  - 4e aux Championnats du monde d’escalade de bloc à Bercy[9]
- 2018 : 
  - 15e de la Coupe du monde de bloc[9]
  - 7e au Championnat du monde de combiné[10]
  - 1er au Championnat de France de combiné [9]
- 2019 : 
  - 1er au Championnat d'Europe de bloc[11] à Zakopane (Pologne)
  - 7e au Championnat du monde de combiné[10]
- 2021 : 
  - 5e en finale aux Jeux Olympiques en combiné à Tokyo (Japon) [12]
- 2023 :
  - 1er à la Coupe d'Europe de bloc[13],[14]
  - 1er au Championnat du monde de bloc de Berne